# حميدو بنمسعود
حميدو بنمسعود (بالفرنسية: Hamidou Benmassoud)‏ (2 أغسطس 1935 – 19 سبتمبر 2013) ممثل مسرحي وتلفزيوني وسينمائي مغربي فرنسي. معروف في السينما العالمية بإسم أميدو «Amidou» أو حميدو. وهو والد الممثلة سعاد حميدو.

## وفاته
توفي يوم 19 سبتمبر 2013، عن عمر يناهز 78 عامًا في مستشفى بوجون باريس بعد دخوله المستشفى لمدة شهرين تقريبًا.

## الجوائز
- في عام 1969 حصل على جائزة أفضل ممثل في مهرجان ريو دي جانيرو السينمائي الدولي عن دوره في فيلم «La Vie, l'Amour, la Mort».[4]
- فاز بجائزة أفضل ممثل في مهرجان القاهرة السينمائي الدولي (عن (for Pursuit by Leila Triquie))
- وجائزة في مهرجان طنجة السينمائي.
- في عام 2005 ، حصل على جائزة من المهرجان الدولي للفيلم بمراكش.
- وكان أيضًا أول ممثل مغربي فاز بجائزة التمثيل في المعهد الوطني للفنون المسرحية باريس.

## من أعماله
- عصفور الشرق (فيلم)، (فيلم دراما مصري إنتاج عام 1986).
- رجل وامرأة (فيلم)، (فيلم دراما تم إنتاجه في فرنسا سنة 1966).
- عش للحياة، (فيلم فرنسي عام 1967).
- الهروب إلى النصر، (فيلم أمريكي من إنتاج سنة 1981).
- أفغانستان لماذا (فيلم)، (فيلم مغربي إنتاج سنة 1984).
- رونين (فيلم)، (فيلم أمريكي أنتج سنة 1998م).
- قواعد الاشتباك (فيلم)، (فيلم أمريكي سنة 2000).
- لعبة تجسس (فيلم)، (فيلم أمريكي أُصدر سنة 2001).

## روابط خارجية
- حميدو بنمسعود على موقع IMDb (الإنجليزية)
- حميدو بنمسعود على موقع روتن توميتوز (الإنجليزية)
- حميدو بنمسعود على موقع ألو سيني (الفرنسية)
- حميدو بنمسعود على موقع أول موفي (الإنجليزية)
- حميدو بنمسعود على موقع قاعدة بيانات الأفلام السويدية (السويدية)
- حميدو بنمسعود على موقع قاعدة بيانات الفيلم (الإنجليزية)
- حميدو بنمسعود على موقع كينوبويسك (الروسية)